# Luperina megaleuca
Luperina megaleuca là một loài bướm đêm trong họ Noctuidae.